# Oquendo, Mexiko
Oquendo är en ort i Mexiko.   Den ligger i kommunen Tlahualilo och delstaten Durango, i den centrala delen av landet, 900 km nordväst om huvudstaden Mexico City. Oquendo ligger 1 093 meter över havet och antalet invånare är 107.
Terrängen runt Oquendo är platt åt sydost, men åt nordväst är den kuperad. Runt Oquendo är det glesbefolkat, med 9 invånare per kvadratkilometer. Närmaste större samhälle är Tlahualilo de Zaragoza, 6,7 km sydost om Oquendo. Omgivningarna runt Oquendo är i huvudsak ett öppet busklandskap.